# Linus Sebastian
Linus Gabriel Sebastian (20 de agosto de 1986) es una personalidad canadiense de YouTube, presentador, productor y fundador de Linus Media Group. 
Sebastian es conocido por crear y alojar cuatro canales de YouTube: Linus Tech Tips, Techquickie, TechLinked, Channel Super Fun, que tienen una base combinada de suscriptores de más de 23 millones de usuarios. De 2007 a 2015, también fue presentador habitual de vídeos de tecnología para el ahora desaparecido minorista canadiense de computadoras NCIX. En 2015, la revista Inc. ubicó a Sebastian en el cuarto lugar en una lista de los "30 jugadores más poderosos en tecnología". También es el dueño de Floatplane Media.
A partir de febrero de 2019, Linus Tech Tips está clasificado como el quinto canal de tecnología más visto en YouTube. En 2014, Tubefilter nombró al canal dentro del "1% superior de los canales publicitarios preferidos de Google" en YouTube para la categoría de tecnología.

## Carrera

### Consejos técnicos deNCIX yLinus
Sebastian trabajaba como gerente de la ahora desaparecida tienda de computadoras en línea canadiense NCIX. La compañía le pidió que fuera el anfitrión de su canal de tecnología, que fue creado para ayudar a demostrar los productos. Sebastian fue asistido por un camarógrafo y editor no identificado, y trabajó con recursos limitados, filmando videos con una cámara prestada del hijo del presidente de la compañía. Su primer video fue una demostración de un disipador térmico del procesador Sunbeam.
Debido a los altos costos y la baja audiencia durante los primeros días del canal, Sebastian recibió instrucciones de crear el canal Linus Tech Tips como una rama más barata del canal NCIX, para permitir valores de producción más bajos sin afectar la marca NCIX. Describió a TigerDirect y Newegg como competidores. Linus Tech Tips se creó el 24 de noviembre de 2008.
Sebastian no desarrolló videos a tiempo completo en NCIX. Durante su tiempo en la empresa, trabajó como representante de ventas a tiempo completo, diseñador de sistemas de alta gama, gerente de producto y gerente de categoría.

### Linus Media Group

El logotipo del canal Linus Tech Tips a partir de 2018.

Sebastian fundó Linus Media Group en enero de 2013 en un garaje, con Luke Lafreniere, Edzel Yago y Brandon Lee. El grupo desarrolló el canal Linus Tech Tips como una empresa independiente. Sebastian también comenzó a trabajar en Techquickie . Poco después del lanzamiento de Teckquickie, anunciaron Channel SuperFun.

### Proyectos notables

#### "7 Gamers 1 CPU" (principios de 2016 - finales de 2016)
El 2 de enero de 2016, Linus Tech Tips lanzó un video que muestra una computadora capaz de admitir a siete jugadores individuales a la vez, con un costo total estimado de US$30,000. El video fue noticia tecnológica en varios sitios web, y fue visto más de un millón de veces el día en que se subió. Sebastian respondió en Twitter, diciendo: "En 8 años nunca he logrado 1 millón de visitas en un mes y mucho menos en un solo día. Gracias por su apoyo". Dos videos más de la máquina, incluidos los resultados de benchmarking y overclocking, se lanzaron antes de que la máquina se desmontara durante una transmisión en vivo al mes siguiente. 
La computadora tenía ocho módulos de 32 GB de RAM ECC DDR4 , ocho  SSD de 1 TB Kingston, dos procesadores Intel Xeon 14 E5 2697 v3 de 14 núcleos, siete GPU Nano AMD R9, una PSU EVGA T2 de 1600W, y se alojaron en un gabinete Caselabs Mercury S8 con una placa base Asus Z10PE-D8 WS. El proyecto fue patrocinado por Kingston Technology.

#### "8/10 jugadores, 1 CPU" (2016)
El 22 de mayo de 2016, Linus Tech Tips lanzó una secuela de su proyecto "7 Gamers 1 CPU". En el video, se creó un sistema para permitir que ocho usuarios jueguen juegos simultáneamente, utilizando Steam In-Home Streaming para transmitir juegos en resolución 4K a ocho mini computadoras Zotac (modelos B o C) a través de una red de área local. 
La nueva compilación incluía un chasis de servidor barebone Supermicro 4028GR-TRT, dos procesadores Intel Xeon E5 2699 V4 22 Core, ocho tarjetas gráficas Zotac GeForce GTX 980 Ti Amp Edition, dos tarjetas gráficas Zotac GTX Titan X, diez SSD de 1   TB Kingston KC400, ocho módulos de memoria RAM DDR4 ECC Kingston de 32 GB, y dos enfriadores de torre de CPU Noctua NH-B9. 
Durante el video, Sebastian declaró que "7 Gamers 1 CPU tiene que ver con mi visión de un hogar de alta tecnología en el futuro (...) una máquina de alta potencia en el armario que pueda asignar potencia informática, (...), a donde sea es necesario ". 

#### Incidente de iMac Pro (2018)
En abril de 2018, el canal Linus Tech Tips subió un video alegando que Apple se negó a reparar su iMac Pro (reparaciones pagadas, que no eran cubiertas por la garantía) después de que lo dañaron en un desmontaje del producto; un acto (negarse a repararlo) que ha sido especulado por VentureBeat de ser ilegal.

#### Gaming PC Secret Shopper (2018)
En diciembre de 2018, Linus Tech Tips lanzó una serie de cuatro partes que detalla su experiencia comprando una PC para juegos de 6 System Integrators (SI) que representan 3 niveles de mercado diferentes: dos fabricantes principales (HP y Alienware), dos SI de alto volumen (iBuyPower y CyberPowerPC), dos boutiques de lujo SI (Origin PC y Maingear) para ver qué ofrecerían a un cliente promedio. Siguieron a su 'Janice de la contabilidad' real a medida que avanzaba en el proceso de pedido, pro/contras de envío y qué tan bien el hardware coincidía con lo que ordenaron, qué tan bien los vendedores resuelven problemas simples de soporte técnico, y pruebas de rendimiento de juegos. Las experiencias fueron variadas (de positivo a un representante de la compañía, cuando se le pidieron sugerencias, decidiendo no ofrecer ninguna computadora). La serie obtuvo más de 8.3 millones de visitas y fue cubierta en la revista PC Gamer, así como en las respuestas de iBuyPower y MainGear.

#### Floatplane Media (2016-presente)
En noviembre de 2016, Floatplane se anunció en los foros de Linus Tech Tips. Floatplane es un sitio web de transmisión de video que permite a los espectadores pagar un canal por ventajas exclusivas, como ver contenido antes que en YouTube. La versión alfa del sitio se anunció en el canal de YouTube Linus Tech Tips a través de su transmisión en vivo semanal, el 'WAN Show' el 23 de febrero de 2018. En diciembre de 2019, se lanzó la versión beta de Floatplane.

## Vida personal
Sebastian está casado con Yvonne Ho desde el 20 de mayo de 2011. Tienen un hijo y dos hijas.
En una entrevista con el sitio web de inicio de tecnología Tech. Co, Sebastian dijo que sus YouTubers favoritos eran TotalBiscuit, Marques Brownlee, iJustine y Austin Evans. En febrero de 2014, Sebastian estaba entre los YouTubers que contribuyeron con fondos y apoyo a Evans, quien perdió sus posesiones y su hogar en un incendio.
En enero de 2020, Sebastian afirmó que estaba considerando retirarse, citando el deseo de pasar más tiempo con su familia.
Aun así, a día de hoy sigue haciendo vídeos diariamente (2023) 